# Alfre Woodard

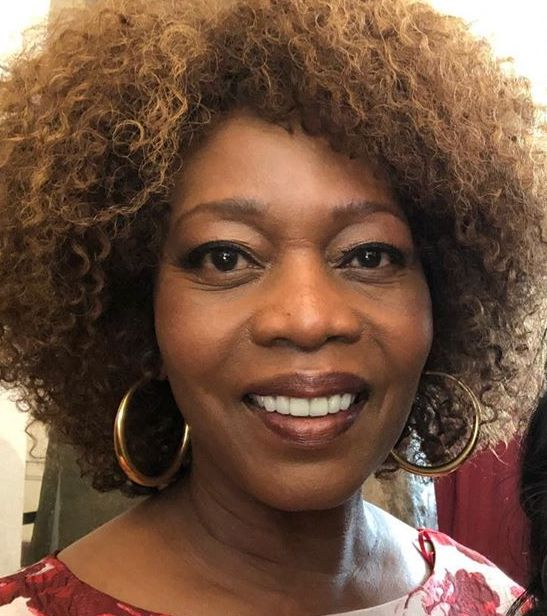
Alfre Woodard im Jahr 2019

Alfre Woodard ([ˈwʊdərd] ⓘ; * 8. November 1952 in Tulsa, Oklahoma) ist eine US-amerikanische Fernseh- und Filmschauspielerin und Produzentin.

## Biografie
Woodard wurde als jüngstes von drei Kindern geboren. Den Namen Alfre erhielt sie von ihrer Patin, die behauptete, eine Vision gehabt zu haben, in der der Name Alfre in goldenen Lettern erschien. In der Highschool war sie Cheerleaderin und begeisterte sich für die Schauspielerei, nachdem sie davon überzeugt wurde, an einem Theaterstück in ihrer Schule teilzunehmen.
Später studierte sie Schauspiel an der Boston University und hatte einen kurzen Auftritt in einem Broadway-Stück. Dann zog sie nach Los Angeles um. Ihre erste große Rolle hatte sie 1978 in dem Film Remember My Name, in dem auch Jeff Goldblum mitwirkte. Für ihre Rolle in dem Film Cross Creek bekam sie 1984 eine Oscar-Nominierung als beste Darstellerin in einer Nebenrolle. Ihre Gastauftritte in den Fernsehserien L.A. Law und Hill Street Blues brachten ihr jeweils einen Emmy ein. Für ihre Darstellung in dem Film Passion Fish wurde sie 1993 für den Golden Globe Award nominiert. 1999 wurde Woodard für ihre Hauptrolle in „Down in the Delta“ mit dem NAACP Image Award ausgezeichnet.
Ihr größter Erfolg bisher war die Mini-Serie Miss Evers’ Boys. Dafür erhielt sie einen Emmy, einen Golden Globe Award, einen Screen Actors Guild Award und einen CableACE Award.
Sie lebt heute mit ihrem Mann, dem Autor Roderick Spencer, und zwei adoptierten Kindern in Santa Monica. Von 2005 bis 2006 war Woodard in der preisgekrönten Fernsehserie Desperate Housewives zu sehen. Dort spielte sie die geheimnisvolle Nachbarin Betty Applewhite, die ihren Sohn Caleb im Keller gefangen hielt.

## Filmografie (Auswahl)

### Filme
- 1978: Du wirst noch an mich denken (Remember My Name)
- 1979: Der Gesundheits-Kongress (HealtH)
- 1982: Ambush Mörder (The Ambush Murders, Fernsehfilm)
- 1983: Cross Creek
- 1984: Eine Frau kann nicht vergessen (Sweet Revenge, Fernsehfilm)
- 1986: Extremities
- 1987: Mandela (Fernsehfilm)
- 1988: Die Geister, die ich rief … (Scrooged)
- 1989: Miss Firecracker
- 1991: Grand Canyon – Im Herzen der Stadt (Grand Canyon)
- 1992: Betty Lou – Der ganz normale Wahnsinn (The Gun in Betty Lou’s Handbag)
- 1992: Passion Fish
- 1993: Crooklyn
- 1993: Bopha! – Kampf um Freiheit (Bopha !)
- 1993: Auf der Suche nach dem Glück (Rich in Love)
- 1993: 4 himmlische Freunde (Heart and Souls)
- 1994: Blue Chips
- 1994: Countdown to Freedom: Ten Days That Changed South Africa (Dokumentation)
- 1995: Ein amerikanischer Quilt (How to Make an American Quilt)
- 1996: Zwielicht (Primal Fear)
- 1996: Gullivers Reisen (Gulliver’s Travels, Fernsehfilm)
- 1996: Star Trek: Der erste Kontakt (Star Trek: First Contact)
- 1996: Gelähmt: Eine Mutter gibt nicht auf (A Step Toward Tomorrow)
- 1998: Der Sommer, der alles veränderte (Down in the Delta, Fernsehfilm) auch Co-Produzentin
- 1999: Dr. Mumford (Mumford)
- 1999: Der Wunschbaum (L’arbre à souhaits)
- 2000: Dinosaurier (Dinosaur, Stimme für Plio)
- 2000: What’s Cooking?
- 2000: Love & Basketball
- 2000: Holiday Heart
- 2001: K-PAX – Alles ist möglich (K-PAX)
- 2002: Abenteuer der Familie Stachelbeere (The Wild Thornberrys Movie)
- 2003: The Singing Detective
- 2003: The Core – Der innere Kern (The Core)
- 2003: Sie nennen ihn Radio (Radio)
- 2003: Gefangene der Zeit (A Wrinkle in Time, Fernsehfilm)
- 2004: Die Vergessenen (The Forgotten)
- 2005: Beauty Shop
- 2006: Neue Liebe, neues Glück (Something New)
- 2006: Dance! Jeder Traum beginnt mit dem ersten Schritt (Take The Lead)
- 2006: Weites Wasser (The Water Is Wide, Fernsehfilm)
- 2007: Pictures of Hollis Woods
- 2008: American Violet
- 2008: The Family That Preys
- 2008: Reach for Me
- 2008: AmericanEast
- 2009: Marvel Knights: Black Panther (Stimme für Dondi Reese/Queen Mother)
- 2012: Steel Magnolias
- 2013: 12 Years a Slave
- 2014: Annabelle
- 2015: Dirty Trip (Mississippi Grind)
- 2016: The First Avenger: Civil War (Captain America: Civil War)
- 2016: So B. It
- 2017: Burning Sands
- 2018: Ein Funken Gerechtigkeit (Saint Judy)
- 2019: Clemency
- 2019: Juanita
- 2019: Der König der Löwen (The Lion King, Stimme von Sarabi)
- 2021: Fatherhood
- 2022: Zum Mars oder zu Dir? (Space Oddity)
- 2022: The Gray Man
- 2023: The Book of Clarence
- 2024: Summer Camp
- 2024: Salem’s Lot – Brennen muss Salem (Salem’s Lot)

### Serien
- 1982–1983: Detektei mit Hexerei (Tucker’s Witch, 12 Folgen)
- 1983: Polizeirevier Hill Street (Hill Street Blues, Folgen 4x05–4x07)
- 1985–1987: Chefarzt Dr. Westphall (St. Elsewhere, 16 Folgen)
- 1986: L.A. Law – Staranwälte, Tricks, Prozesse (L.A. Law, Folge 1x01)
- 1994: Frasier (Folge 2x06)
- 2003: Practice – Die Anwälte (The Practice, Folge 7x11–7x12)
- 2005–2006: Desperate Housewives (19 Folgen)
- 2008: My Own Worst Enemy (Fernsehserie, 9 Folgen)
- 2009–2010: Three Rivers Medical Center (Three Rivers, 12 Folgen)
- 2010–2012: Memphis Beat (20 Folgen)
- 2010, 2012: True Blood (5 Folgen)
- 2010: Marvel Knights: Black Panther (Black Panther, Staffel 1, Stimme für Dondi Reese / Queen Mother)
- 2011: Grey’s Anatomy (Folge 8x08)
- 2012: Private Practice (Folge 6x05)
- 2013: Copper – Justice is brutal (Copper, 6 Folgen)
- 2014–2015: State of Affairs (13 Folgen)
- 2014–2015: The Last Ship (3 Folgen)
- 2016–2018: Marvel’s Luke Cage (23 Folgen)
- 2017–2018: Eine Reihe betrüblicher Ereignisse (A Series of Unfortunate Events, 16 Folgen)
- 2018: Empire (4 Folgen)
- 2019–2021: See – Reich der Blinden (See, 12 Folgen)
- 2022: The Porter (6 Folgen)
- set 2023: Moon Girl and Devil Dinosaur (Fernsehserie, Stimme von Mimi)